# 高山蝇子草
高山蝇子草（学名：Silene transalpina），又名高山女娄草，为石竹科蝇子草属下的一个种。

## 扩展阅读
- 維基物種上的相關：高山蝇子草